# Vicinale del Tenditoio
Il Vicinale del Tenditoio è un percorso escursionistico dell'isola d'Elba che inizia dal paese di Poggio e termina sul Crino di Montecristo.

## Storia
Il tracciato è già documentato dalla fine del XIX secolo e serviva per collegare varie radure dove si trovavano trappole per i tordi, strutturate con il sistema del piegàle. Nella parte bassa del percorso, in località Tenditoio, venivano anticamente messi ad asciugare, sopra bassi cespugli della macchia mediterranea, i panni lavati presso il lavatoio della Fonte di Napoleone.
Il Vicinale del Tenditoio - nato nel 2006 assieme al correlato Museo etnografico Casalino del Castagno su progetto dell'architetto Silvestre Ferruzzi e dell'imprenditore Mauro Mazzei - è stato ufficialmente inaugurato il 24 ottobre 2008 dal Parco nazionale Arcipelago toscano nell'ambito della convenzione Adotta un sentiero.

## Descrizione
Il percorso inizia dalla strada provinciale all'inizio del paese di Poggio e si estende lungo il fianco occidentale del Crino di Montecristo. Snodandosi in un susseguirsi di tornanti tra macchia mediterranea, gariga e formazioni granodioritiche tra cui la Cote Rondine, la Cote Tonda e la Cote Ombrello, il sentiero tocca diverse poste di piegàle, piccole radure in cui veniva praticata la cattura autunnale di tordi ed altri uccelli di passo. In breve tempo si raggiunge la sommità del Crino di Montecristo, dove si trova un caprile e uno degli insediamenti protostorici del Monte Capanne. Tra le emergenze floristiche del percorso si segnala la rarissima felce tirrenica (Dryopteris tyrrhena) oltre a Lilium bulbiferum croceum, Limodorum abortivum, Vincetoxicum hirundinaria, Crataegus monogyna, Phillyrea latifolia.

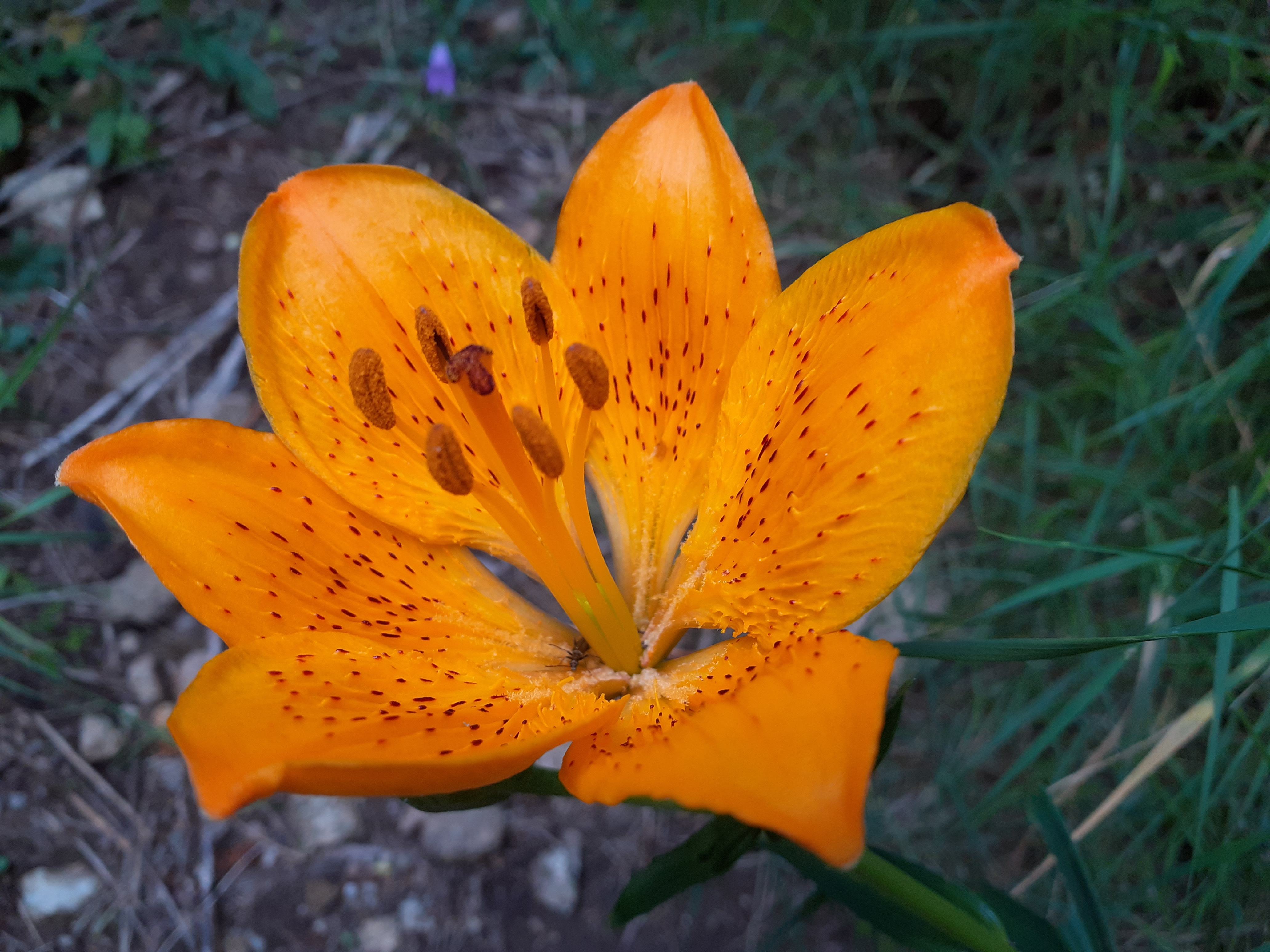
Lilium bulbiferum croceum lungo il Vicinale del Tenditoio

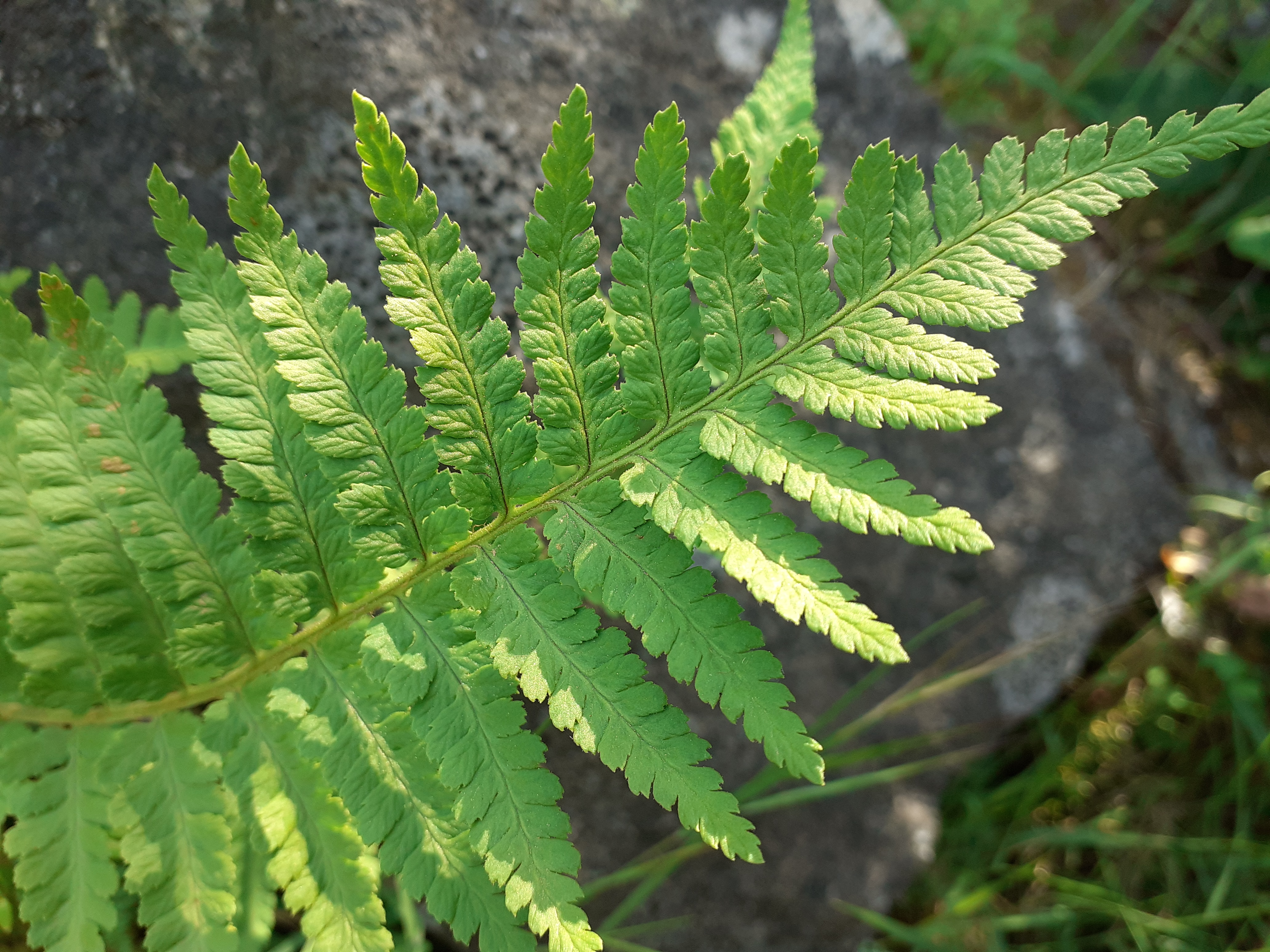
Dryopteris tyrrhena lungo il Vicinale del Tenditoio

Il Vicinale del Tenditoio è corredato da sei bacheche espositive che illustrano le emergenze storico-ambientali della zona: 
- Quadro sinottico del percorso
- Estrazione della granodiorite
- Piegàle
- Castagneto
- Caprile
- Insediamento protostorico

Lungo il percorso si trovano tre brevi deviazioni:
- deviazione per la stazione di Dryopteris tyrrhena (quota 360 m)
- deviazione per Cote Rondine e Cote Tonda (quota 368 m)
- deviazione per Cote Ombrello (quota 380 m)